# Chasmanthium curvifolium
Chasmanthium curvifolium là một loài thực vật có hoa trong họ Hòa thảo. Loài này được (Valdés-Reyna, Morden & S.L.Hatch) Wipff & S.D.Jones mô tả khoa học đầu tiên năm 1991.